# ۲۳ (میلادی)
۲۳ (میلادی) بیست و سومین سال تقویم میلادی است.

## رویداد ها
بر اساس مکان
امپراتوری روم
- استرابون، جغرافی‌دان یونانی، کتاب «جغرافیای یونان» را منتشر کرد، اثری که به بررسی جهان شناخته‌شده برای رومیان و یونانیان در زمان امپراتور آگوستوس می‌پردازد - این تنها کتاب از این نوع است که از جهان باستان باقی مانده است.[۱]
- دروس ژولیوس سزار پسر امپراتور تیبریوس درگذشت.[۲]از آن نقطه به بعد، به نظر می‌رسد تیبریوس علاقه خود را به امپراتوری از دست می‌دهد و خود را با لذت‌جویی سرگرم می‌کند.
- لوسیوس آلیوس سیجانوس پس از مرگ دروسوس، بر سنای روم و تیبریوس تسلط یافت.[۳]

چین
- گنگشی، از نوادگان خاندان سلطنتی دودمان هان و رهبر شورشیان علیه دودمان شین، خود را امپراتور علیه وانگ مانگ اعلام می‌کند.[۴]
- جولای - پس از دو ماه محاصره، حدود ۱۹۰۰۰ شورشی تحت فرماندهی لیو شیو، ۴۵۰۰۰۰ نفر از نیروهای وانگ مانگ را در نبرد کونیانگ شکست دادند و سقوط دودمان شین وانگ مانگ و احیای دودمان هان را رقم زدند.[۵]
- ۶ اکتبر - نیروهای امپراتور لیو شوان، وانگ مانگ را در پایان محاصره‌ای سه روزه کشتند.[۶]

## زادگان
- پلینی بزرگ، دانشمند و نویسنده رومی[۷] (متوفی ۷۹ میلادی)

## درگذشتگان
۱۴ سپتامبر - دروسوس ژولیوس سزار، پسر امپراتور تیبریوس (متولد ۱۴ پیش از میلاد)
۶ اکتبر - وانگ مانگ، امپراتور چینی از دودمان شین (متولد حدود ۴۵ پیش از میلاد)
ژوبای دوم، پادشاه مورتانیا (متولد حدود ۵۰ پیش از میلاد)
لیو شین، ستاره‌شناس، ریاضیدان و سیاستمدار چینی (متولد حدود ۵۰ پیش از میلاد)
لیو یان، ژنرال و سیاستمدار چینی
سرویس کورنلیوس لنتولوس مالوگیننسیس، دولتمرد رومی

وانگ، ملکه چینی از دودمان شین (متولد ۸ پیش از میلاد)